# Aghvani
Aghvani (o Agvani, in armeno Աղվանի; precedentemente Khoghvani) è un comune dell'Armenia, precisamente della provincia di Syunik; nel 2010, ovvero nell'ultimo censimento, si contavano 88 abitanti.